# Juan Cruz Anastasio
Juan Cruz Anastasio (n. Villa Ramallo, Provincia de Buenos Aires, Argentina; 22 de agosto de 1999) es un futbolista argentino. Juega de delantero y su equipo actual es Defensores de Cambaceres, de la Primera C.

## Carrera

### Social Ramallo
Anastasio comenzó jugando en uno de los equipos de su ciudad natal, Villa Ramallo: Social Ramallo. Debutó en la primera fecha del Torneo Regional Federal Amateur frente a General Rojo, partido que terminó 3-3. Anastasio debió ser reemplazado a los 14 minutos del primer tiempo por Franco Gallucci Otero, debido a una lesión.

### Quilmes
En 2020, Anastasio se incorporó a la reserva de Quilmes y, a las pocas semanas, fue convocado para la pretemporada del plantel profesional. Sin embargo, no pudo participar ya que a los pocos días tras el comienzo de los entrenamientos, sufrió una lesión. A principios de diciembre, firmó su primer contrato como profesional y, el día 29 del mismo mes, debutó como profesional frente a Chacarita Juniors, ingresando a los 32 minutos del segundo tiempo por Mariano Pavone, en lo que fue victoria por 3-2.

### Argentino de Quilmes
Junto a Juan Ignacio Morales, Anastasio fue prestado por Quilmes hacia Argentino de Quilmes, como método de pago por el retorno anticipado del préstamo del volante Camilo Machado.
Su debut como profesional ocurrió el 31 de julio de 2021, en lo que fue empate 1-1 frente a Fénix, ingresando a los 29 minutos del segundo tiempo por Franco Sosa.

## Estadísticas

### Clubes
- Actualizado hasta el 3 de septiembre de 2024.

| Social Ramallo Argentina | 4.ª                 | 2019                | 6  | 0 | - | - | - | - | 6  | 0 | 0    |
| Social Ramallo Argentina | Total club          | Total club          | 6  | 0 | - | - | - | - | 6  | 0 | 0    |
| Quilmes Argentina | 2.ª                 | 2020                | 1  | 0 | - | - | - | - | 1  | 0 | 0    |
| Quilmes Argentina | Total club          | Total club          | 1  | 0 | - | - | - | - | 1  | 0 | 0    |
| Argentino de Quilmes Argentina | 3.ª                 | 2021                | 11 | 1 | - | - | - | - | 11 | 1 | 0.09 |
| Argentino de Quilmes Argentina | Total club          | Total club          | 11 | 1 | - | - | - | - | 11 | 1 | 0.09 |
| Estudiantes (RC) Argentina | 2.ª                 | 2022                | 0  | 0 | - | - | - | - | 0  | 0 | 0    |
| Estudiantes (RC) Argentina | Total club          | Total club          | 0  | 0 | - | - | - | - | 0  | 0 | 0    |
| Huracán (IW) Argentina | 4.ª                 | 2022-23             | 5  | 0 | - | - | - | - | 5  | 0 | 0    |
| Huracán (IW) Argentina | Total club          | Total club          | 5  | 0 | - | - | - | - | 5  | 0 | 0    |
| Defensores de Pronunciamiento Argentina | 3.ª                 | 2023                | 9  | 0 | - | - | - | - | 9  | 0 | 0    |
| Defensores de Pronunciamiento Argentina | Total club          | Total club          | 9  | 0 | - | - | - | - | 9  | 0 | 0    |
| El Linqueño Argentina | 3.ª                 | 2023                | 11 | 0 | - | - | - | - | 11 | 0 | 0    |
| El Linqueño Argentina | Total club          | Total club          | 11 | 0 | - | - | - | - | 11 | 0 | 0    |
| Ituzaingó Argentina | 4.ª                 | 2024                | 7  | 1 | - | - | - | - | 7  | 1 | 0.14 |
| Ituzaingó Argentina | Total club          | Total club          | 7  | 1 | - | - | - | - | 7  | 1 | 0.14 |
| Defensores de Cambaceres Argentina | 4.ª                 | 2024                | 7  | 1 | - | - | - | - | 7  | 1 | 0.14 |
| Defensores de Cambaceres Argentina | Total club          | Total club          | 7  | 1 | - | - | - | - | 7  | 1 | 0.14 |
| Total en su carrera | Total en su carrera | Total en su carrera | 57 | 3 | - | - | - | - | 57 | 3 | 0.05 |
| (1) Las copas nacionales se refiere a la Copa Argentina. (2) Las copas internacionales se refiere a la Copa Libertadores y a la Copa Sudamericana. (3) Media de goles por encuentro. No incluye goles en partidos amistosos. |                     |                     |    |   |   |   |   |   |    |   |      |